# Mellankärret
Mellankärret är en sjö i Nyköpings kommun i Södermanland och ingår i Kilaåns huvudavrinningsområde. Sjön är 2 meter djup, har en yta på 0,04 kvadratkilometer och befinner sig 83 meter över havet.